# Дервіш-хан
Дервіш-хан (*д/н — 1419) —хан Золотої Орди в 1416, 1417—1419 роках.

## Життєпис
Походив з династії Чингізидів. Син Тукрака, нащадка Тог-Тимура, сина Джучі. У 1416 році підтримав беклярбека Едигея, який повалив хана Чеґре. Разом зі стриєчним братом Саїд-Ахмедом (останнього оголосили ханом) брав участь у боротьбі проти Чеґре. Після раптової смерті Саїд-Ахмеда увійшов до Сарай-Берке, де став ханом. Але вже невдовзі вимушений був залишити столицю Орди, яку захопив Чеббер-Берди.
Лише у 1417 році разом з Едигеєм переміг Чеббер-Берди й знову став ханом. Втім, боротьба тривала проти різних претендентів. Водночас фактичну владу зберіг Едигей. У 1418 році він намагався встановити дружні відносини з великим князівством Литовським, оскільки там знаходили підтримку претенденти на трон Орди. При цьому планувалося послабити велике князівство Московське. Відомі монети дервіш-хана, викарбувані на монетних дворах Сарай-Берке, Булгару, Хаджи-тархану та Бінбазару.
Втім вже у 1419 році проти Едигея та Дервіш-хана виступив Кадир-Берди, який завдав поразки Едигею. Той разом з Дервіш-ханом відступив до Яїку (сучасний Урал). Але владу захопив у Сарай-Берке колишній хан Чеббер-Берди. В цій боротьбі дервіш-хан загинув того ж року.